# José Amádio
José Falkenbach Amádio (Porto Alegre, 10 de agosto de 1923 — Rio de Janeiro, 1 de setembro de 1992) foi um jornalista brasileiro, muito conhecido nos anos 50 e 60 do século XX por ser o editor da maior revista do país à época, O Cruzeiro - onde revolucionou o jornalismo criando uma linguagem mais concisa e moderna que batizara de "jornalismo bossa nova", e que causou polêmica.

## Biografia e carreira
Amádio era filho de Nagib Amádio e de Adília Falkenbach Amádio. Começou a carreira jornalística na Revista do Globo, publicação quinzenal da editora gaúcha, Globo, junto a Nelson Quadros que, como ele, mais tarde se transferiu para O Cruzeiro.
Sem formação na área, tinha 21 anos quando em 1944 começara na revista, assinando seus artigos e editoriais com as iniciais "J.A."; quatro anos depois recebeu um convite para se tornar assistente do secretário de O Cruzeiro, Accioly Neto; dois anos depois já estava em seu lugar na revista do empresário Assis Chateaubriand.
Começou na direção de O Cruzeiro no ano de 1950; uma década mais tarde, já seu editor-chefe, empreendeu uma verdadeira transformação no visual gráfico da revista; na época tudo que era novo recebia o apelido de bossa nova, e foi assim que procurou justificar-se perante as críticas dos leitores, incomodados com as mudanças.
Tornando o design da revista mais "arejado", ele também alterou a estrutura interna da edição, de forma que concentrou em si as decisões, para fazer frente ao estilo inaugurado pela concorrente Manchete, o que despertou internamente muito descontentamento com a perda do espaço do que chamavam "jornalismo-verdade" para os textos amenos de colunismo social.
Com as divergências internas crescendo, Amádio deixou de aparecer na edição da revista de 16 de novembro de 1957; a revista não conseguiu sucesso com sua retirada, e ele voltou como chefe de redação em 31 de outubro de 1959, numa gestão que duraria dez anos.
Ali, além da sua coluna primitiva chamada Cine-revista, passou a assinar também duas páginas sob título Gente que Faz Notícia e uma série longa chamada Ninguém Conhece Ninguém, na qual traçava perfis de personalidades da época, como políticos e astros de cinema; seus editoriais, escritos de forma leve e irônica, davam o tom da fase "bossa nova" da revista, sob o título Conversa com o leitor.
Foi responsável por introduzir no jornalismo nomes como Mário de Moraes, que começara n'O Cruzeiro como diagramador em 1950 e, cinco anos, depois vencera a primeira edição do Prêmio Esso com a reportagem para a revista intitulada Os Paus-de-Arara, uma Tragédia Brasileira.